# Gwenwed (groupe)
Pour les articles homonymes, voir Gwenwed.
Gwenwed est un groupe de musique originaire de Rouyn-Noranda, Québec, Canada et établi à Montréal. Le groupe compte trois disques mélangeant le rock, la pop et l'électro.

## Biographie
Gwended a été fondé par trois étudiants du Cégep de l'Abitibi-Témiscamingue à Rouyn-Noranda en 1991. L'année suivante, le groupe s'installe à Montréal. Un premier mini-album, Electric Fuse Quatuor, est lancé en 1998. Il sera suivi du premier album complet, L'amour la haine les animaux les automobiles en 2001. Leur second album, Le retour du bleu métallique leur vaut de très bonnes critiques en 2004. Gwenwed a remporté le titre d'artiste pop de l'année au gala MiMi, qui récompense à Montréal les meilleurs artistes de la scène locale indépendante.

## Autres
Le chanteur, Philippe B, fait aussi carrière solo. Il a lancé en 2005 un premier album éponyme à saveur folk.

## Membres actuels
- Phil B. Sympatico (voix, guitares)
- AC/JC (claviers, violon, programmation)
- Chacha (voix)
- Allume-Chou (voix, guitares)
- Ben la rocket (basse)
- Eric M. (batterie)

## Discographie
- Electric Fuse Quatuor (1998)
- L'amour la haine les animaux les automobiles (2001)
- Le retour du bleu métallique (2004)